# Temptation (pel·lícula de 1915)
Temptation és una pel·lícula muda dirigida i produïda per Cecil B. DeMille i protagonitzada per Geraldine Farrar i Theodore Roberts. Basada en la història original d’Hector Turnbull, la pel·lícula es va estrenar el desembre de 1915. Es considera una pel·lícula perduda.

## Argument
Renee Dupree és una jove estudiant nord-americana de cant, que pot estudiar gràcies al que guanya cantant en grans restaurants. Està enamorada de Julien, un jove violinista i compositor. Una nit, Muller, un empresari operístic la sent cantar i la fa venir a la seva taula on està assegut amb una jove que està enamorada d’ell. Otto la convida a presentar-se a una audició. Plena de l'emoció per l'oportunitat, l'endemà Renee passa amb èxit la prova. Se li dona el paper de Madame Butterfly en la següent producció de la seva companyia. Després d’un bon èxit Muller la convida a casa seva i li ofereix un contracte amb un sou important, però a canvi li demana que sigui la seva amant. Renee refusa i Muller, descobrint que està enamorada del jove compositor, l'expulsa de la companyia. A més a més l'empresari fa servir la seva influència per a que ningú la vulgui contractar. Per la mateixa raó es rebutja l’òpera de Julien.
Desesperat per aconseguir diners, Julien troba feina en una foneria, una feina esgotadora que arruïna la seva salut. Angoixada per l'estat de salut del seu estimat, Renee accepta les exigències d'Otto a canvi de produir l'òpera de Julien amb ella com a estrella. L’òpera és un gran èxit. Després de la representació, Renee va a casa de Muller disposada a complir la seva part del tracte, però la seva amant abandonada, gelosa de l'èxit i l'atractiu de Renee, assassina Muller i Renee pot tornar amb Julien.

## Repartiment
- Geraldine Farrar (Renee Dupree)
- Theodore Roberts (Otto Mueller)
- Pedro de Cordoba (Julian)
- Elsie Jane Wilson (Madame Maroff)
- Raymond Hatton (baró Cheurial)
- Sessue Hayakawa (afeccionat a l’òpera)
- Jessie Arnold (no surt als crèdits)
- Tex Driscoll (no surt als crèdits)
- Ernest Joy (no surt als crèdits)
- Anita King (no surt als crèdits)
- Lucien Littlefield (no surt als crèdits)